# Lucius Aemilius Paulus (consul in 219 en 216 v.Chr.)
Lucius Aemilius Paul(l)us († 216 v.Chr.) was een Romeins generaal die twee keer consul was, in 219 en 216 v.Chr..
Toen hij voor het eerst diende als consul versloeg hij Demetrius van Pharos in de tweede Illyrische oorlog. Gedurende de Tweede Punische Oorlog werd hij voor de tweede keer tot consul benoemd door de senaat. Op het slagveld in de slag bij Cannae vond hij hetzelfde jaar nog de dood. Hij was de vader van Lucius Aemilius Paulus Macedonicus en Aemilia Tertia, die Scipio Africanus maior huwde.